# IBM System/360
IBM System/360 (S/360 ) er en familie af mainframe-computersystemer, hvis fremkomst blev annonceret af IBM den 7. april 1964 og leveret mellem 1965 og 1978. Det var den første familie af computere designet til at dække hele spektret af applikationer, små som store, både til kommerciel og videnskabelig brug. Designet gjorde det muligt at skelne mellem arkitektur og implementering, hvilket gjorde det muligt for IBM at frigive en serie kompatible designs til forskellige priser.
Lanceringen af System/360-familien introducerede IBMs Solid Logic Technology (SLT), en ny teknologi, der var begyndelsen på indførelsen af mere kraftfulde, men mindre computere.
Den langsomste System/360-model var Model 30 fra 1964, der kunne udføre op til 34.500 instruktioner pr. sekund med en hukommelse fra 8 til 64 KB. Højtydende modeller kom senere. IBM System/360 Model 91 fra 1967 kunne udføre op til 16,6 millioner instruktioner pr. sekund. De større 360-modeller kunne have op til 8 MB hukommelse, dog var så stor en hukommelse usædvanlig — en stor installation kan have så lidt som 256 KB hovedlager, men 512 KB, 768 KB eller 1024 KB var mere almindelig. Op til 8 megabyte langsommere (8 mikrosekund) Large Capacity Storage (LCS) var også tilgængelig for nogle modeller.
IBM 360/S var yderst succesfuld i markedet og tillod kunderne at købe et mindre system med mulighed for at migrere opad uden omprogrammering af applikationssoftware eller udskiftning af tilknyttede enheder, hvis kundens behov voksede. Mange betragter designet som et af de mest succesrige i computerens historien, og det påvirkede computerdesignet i de følgende år.
System/360 var designet af Gene Amdahl, og projektet blev ledet af Fred Brooks under ansvar for bestyrelsesformand Thomas J. Watson Jr.